# 堇色酢浆草
堇色酢浆草是酢浆草科酢浆草属的一种具有鱗莖的多年生草本植物，原产美国中东部以及墨西哥北部。其花期在春季（有叶状态）和秋季（无叶状态）。